# Esther Ofarim

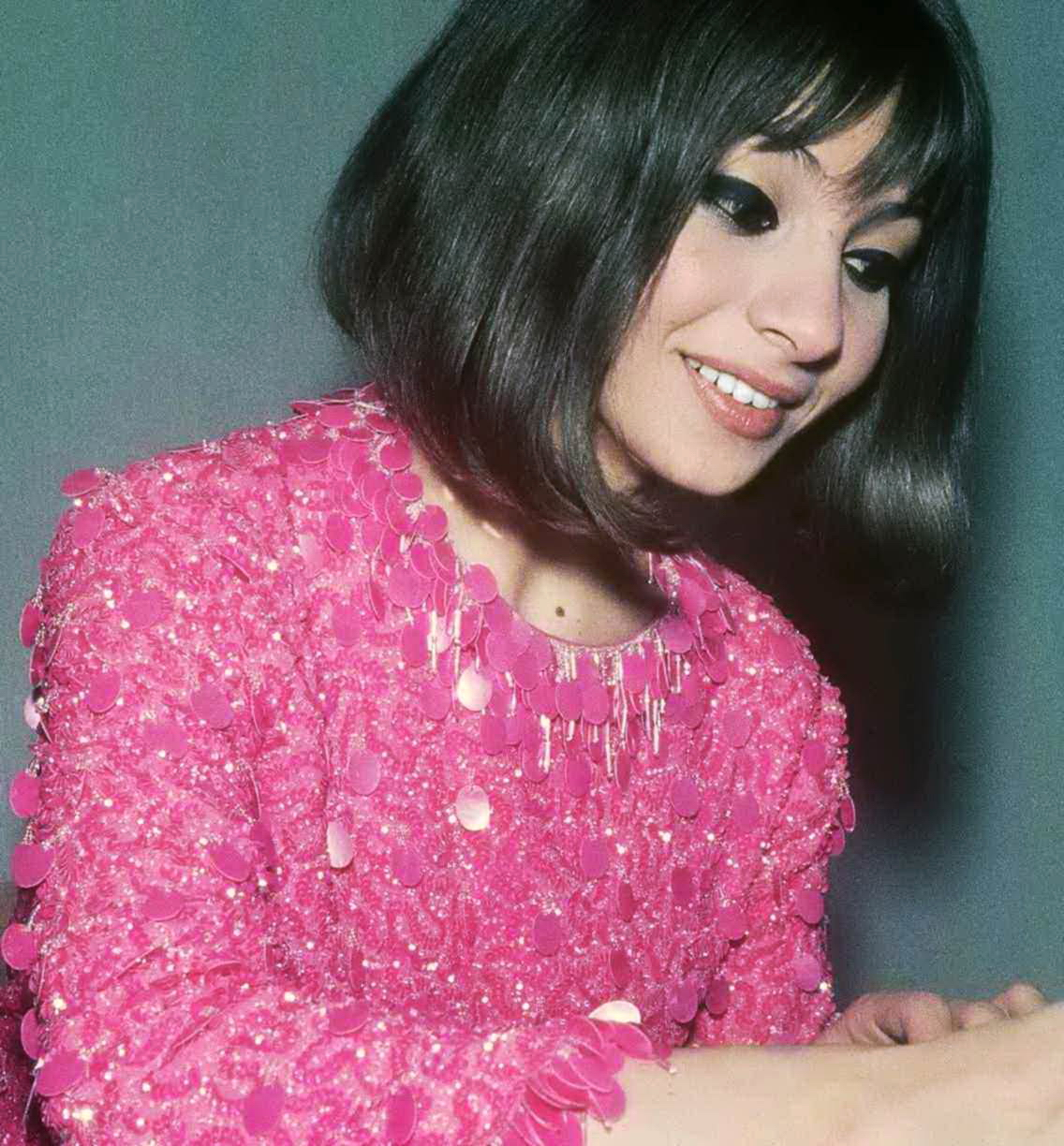
Esther Ofarim, 1966

Esther Ofarim (hebräisch אֶסְתֵּר עוֹפָרִים; geboren am 13. Juni 1941 in Safed, Britisch-Palästina als Esther Sajed, zeitweise verheiratet als Esther Reichstadt) ist eine israelische Sängerin und Schauspielerin.
Sie wurde in den 1960er Jahren als Teil des Gesangsduos Esther & Abi Ofarim international bekannt. 1968 feierten sie mit dem Lied Cinderella Rockefella einen ihrer größten Erfolge. Seit der Trennung von Abi Ofarim tritt sie solo mit Liederabenden in Israel und Deutschland auf und spielte Theater.

## Privatleben
Esther Ofarim wurde 1941 in Safed in eine syrisch-jüdische Familie geboren, die seit mehreren Generationen in Palästina lebte. Nach ihrer Heirat mit Abraham (Abi) Reichstadt im Jahr 1961 verlegten sie und ihr Mann ihren Wohnsitz 1963 nach Genf. Die Ehe wurde 1970 geschieden. 
1982 heiratete Esther Ofarim den 22-jährigen Regieassistenten und späteren Filmproduzenten Philipp von Sell, einen Sohn von Friedrich-Wilhelm von Sell. 1983 wurde in New York ein gemeinsamer Sohn geboren, der in Brooklyn lebt und elektronische Musik macht. Die Ehe wurde geschieden. Ofarim lebt seither in Hamburg.

## Künstlerische Laufbahn

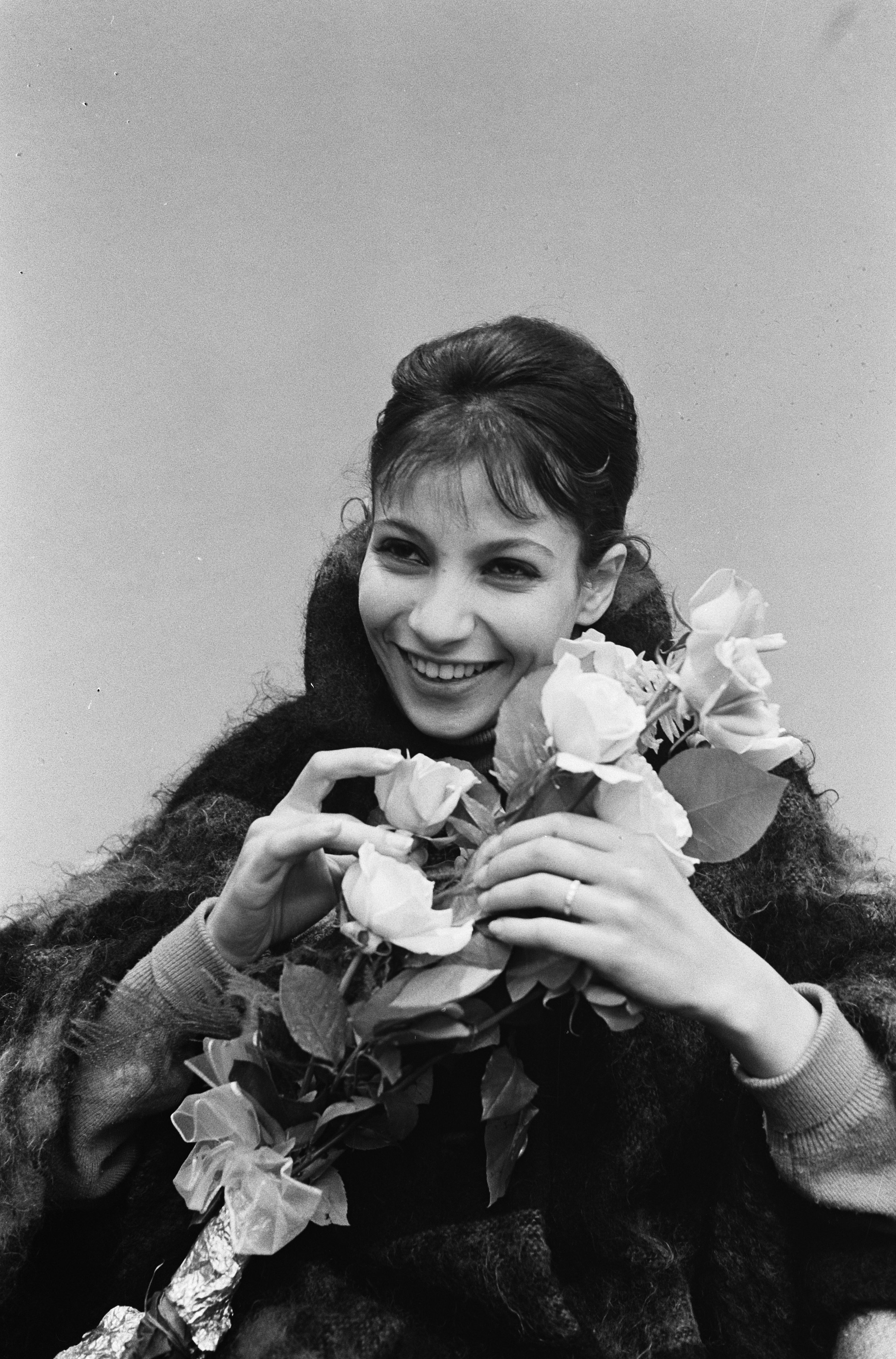
Esther Ofarim, 1963

Esther Sajed wuchs in Haifa auf. Im Alter von 14 Jahren trat sie dort einer Jugendtheatertruppe bei. 1960 erhielt sie ihre erste Filmrolle, die der Signorina Hirschberg in dem US-amerikanischen Filmepos Exodus. Im Abspann des Films ist sie als Esther Reichstadt aufgeführt, obwohl sie zu diesem Zeitpunkt noch unverheiratet war. Auch Abraham Reichstadt (Abi Ofarim), den sie 1961 heiratete, hatte eine, wenn auch namenlose Rolle in dem Film. 
Bekannt wurde sie als Sängerin, anfangs ebenfalls unter dem Namen Esther Reichstadt, dann insbesondere als Vokalistin des Gesangsduos Ofarim (hebräisch „Rehkitze“), das sie 1959, nach Ende des gemeinsamen Wehrdiensts, mit Reichstadt gegründet hatte und das mit folkloristischen Liedern in mehreren Sprachen auftrat. Sie hatte Reichstadt im hebräischen Theaterklub des israelischen Nationaltheaters Habimah in Tel Aviv kennengelernt, an dem er als Tänzer und Choreograf und sie als Sängerin engagiert war.
1962 schickte der israelische Rundfunk Esther Ofarim zur Teilnahme am Musikfestival von Zoppot (Polen). Dort sang sie das später nahezu vergessene hebräische Lied Stav. 1962 zog sie mit ihrem Mann nach Genf und nahm beim Schweizer Rundfunk eine Soloschallplatte mit Volksliedern und Chansons in französischer, hebräischer, italienischer und englischer Sprache auf, die 2012 unter dem Titel  The Radio-Genève Recordings: Esther Ofarim in Geneva wiederveröffentlicht wurde.
Im selben Jahr nahm sie als Vertreterin der Schweiz am Grand Prix Eurovision de la chanson (Eurovision Song Contest) in London teil und belegte mit dem Lied T’en va pas („Geh nicht fort“, auf Deutsch unter dem Titel Melodie einer Nacht veröffentlicht) den zweiten Platz. Dies war der Beginn ihrer Gesangskarriere in Europa. Esther Ofarim sang, und Abi Ofarim begleitete sie zuweilen auf der Gitarre, unterstützte ihre helle Stimme als Vokalist und war Produzent des Duos, das unter dem Namen Esther & Abi Ofarim Erfolge feierte. 
Ebenfalls 1963 sang Esther Ofarim das Lied Komm, leg deinen Arm um mich von Peter Thomas und Günther Schwenn, das zuvor in der Interpretation einer anderen Sängerin in dem Film Die endlose Nacht Verwendung gefunden hatte. 1964 spielte Esther Ofarim in der De Robinson Crusoë Show im niederländischen Fernsehen mit, mit der Entertainer Rudi Carrell in Montreux die Silberne Rose gewann. Daraufhin wurde sie zu einem Gastauftritt in der Fernsehshow der Smothers Brothers in die USA eingeladen.

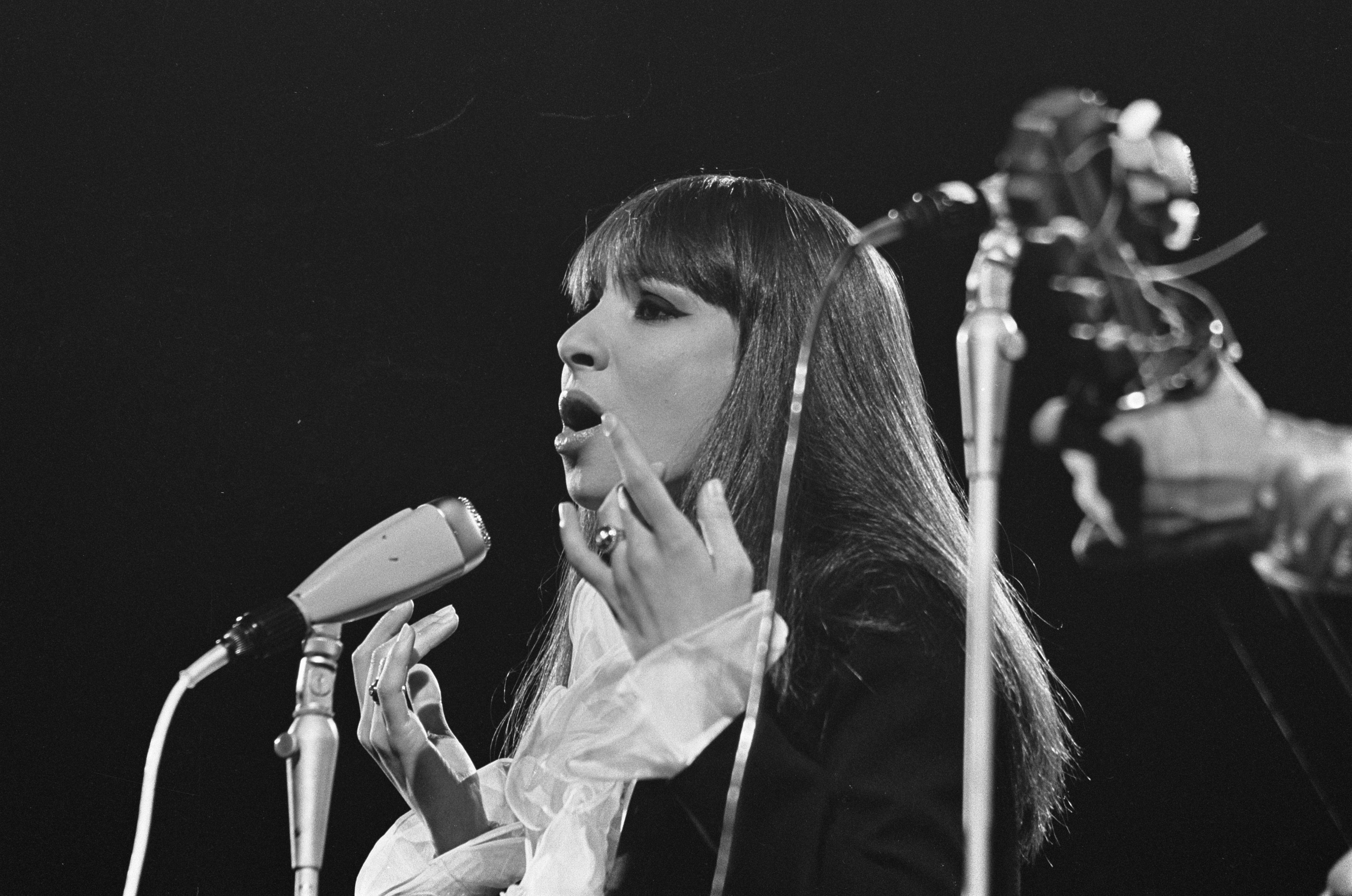
Esther Ofarim, 1968

Das von den Bee Gees geschriebene Lied Morning of My Life wurde 1967 der größte Hit der Ofarims in Deutschland. 1968 gelang ihnen der Durchbruch in den angelsächsischen Ländern mit Cinderella Rockefella. Es folgten Konzerte in New York und London sowie Fernsehauftritte in verschiedenen Ländern. Unterdessen geriet die Ehe der Paares in eine Krise, und sie trennten sich nach dem letzten Konzert einer Welttournee in Köln im Mai 1969. Danach setzte Esther Ofarim ihre Gesangskarriere als Solistin fort, während Abi Ofarim vor allem als Musikproduzent arbeitete.
Esther Ofarim trat noch mehrmals als Schauspielerin in Erscheinung. 1963 spielte sie an der Seite von Axel von Ambesser in dem deutschen Spielfilm Es war mir ein Vergnügen (Regie Imo Moszkowicz) ihre einzige Hauptrolle. 1969 hatte sie als Sängerin Miriam in dem dreiteiligen Herbert-Reinecker-Fernsehthriller 11 Uhr 20 eine kleine Rolle neben Joachim Fuchsberger und Götz George. Im selben Jahr sang sie das Titellied zu John Hustons Gaunerkomödie Sinful Davey, komponiert von Ken Thorne.
1972 erschien Ofarims Solo-LP Esther, auf der sie Lieder unter anderem auf Hebräisch, Djudeo-Espanyol, Französisch und Deutsch singt und die ein großer Erfolg wurde. In Israel entwickelte sich ihre LP Esther Ofarim be-Hekhal ha-Tarbut – Live in Tel-Aviv von 1973 zum Klassiker; darauf trägt sie Teile des hebräischen Repertoires vor, das seither ein Grundstock ihrer Konzerte ist.
Ende der 1970er Jahre zog Ofarim mit ihrem neuen Lebensgefährten, Philipp von Sell, nach New York und nahm die LP Complicated Ladies auf, die Lieder von Eberhard Schoener zu Texten von Wolf Wondratschek und Ulf Miehe enthält. Im selben Jahr erschien in Israel die LP Esther Ofarim – Hebrew Album 1982 mit neu aufgenommenen Klassikern des israelischen Liedguts. In New York gab sie ein Konzert in der Avery Fisher Hall im Lincoln Center.
Einen von Kritikern positiv besprochenen Theaterauftritt in Deutschland hatte Ofarim 1984 an der Seite von Ulrich Tukur, Michael Degen und Otto Tausig in der deutschsprachigen Erstaufführung des Schauspiels Ghetto des israelischen Dramatikers Joschua Sobol in einer Inszenierung von Peter Zadek an der Freien Volksbühne Berlin und dem Deutschen Schauspielhaus Hamburg. In der Folgezeit gab sie gelegentlich Konzerte in Israel, wo sie jedes Mal als Heimkehrerin gefeiert, zuweilen aber auch mit kritischem Unterton als „Esther ha-germanija“, Esther, die Deutsche, bezeichnet wurde. Seit dieser Zeit wohnt sie im Hamburger Grindelviertel nahe der Alster.

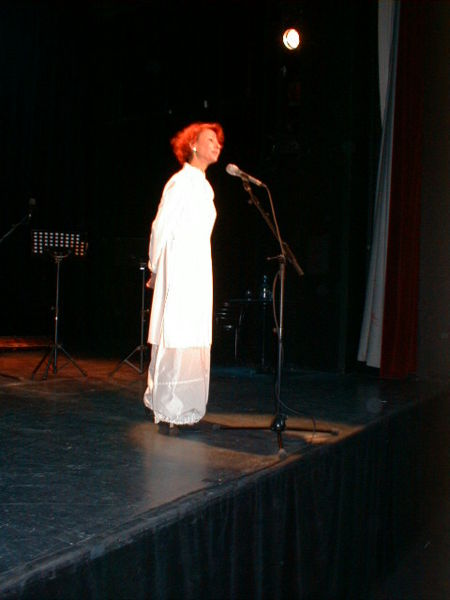
Esther Ofarim, 2001

1995 gab Ofarim ein viel beachtetes Konzert mit der Sängerin Jehudit Ravitz, das im israelischen Fernsehen live übertragen wurde und in dem sie im Duett mit Ravitz Lieder aus deren Feder interpretierte. 1998 trat Ofarim nach fast 15-jähriger Abstinenz erstmals wieder mit einem Liederabend an den Hamburger Kammerspielen auf. Davor hatte es 1993 in Deutschland einen Auftritt anlässlich einer AIDS-Gala in Berlin gegeben. Die danach folgenden nahezu regelmäßigen Hamburger Konzerte in den Kammerspielen und ab Ende 2003 im St.-Pauli-Theater waren fast immer ausverkauft und erhielten gute Kritiken. 
Ebenfalls 2003 startete Ofarim ihre erste Tournee seit mehr als 20 Jahren durch mehrere deutsche Städte. In Begleitung des israelischen Pianisten und Komponisten Yoni Rechter, mit dem sie seit den 1980er Jahren bei ihren Auftritten zusammenarbeitet, und des Geigers Michail Paweletz trat sie mit einem teils neuen, teils eingespielten Repertoire aus hebräischen Liedern, jüdischen Volksweisen, Kurt-Weill- und Beatles-Songs sowie amerikanischen und hebräischen Evergreens in Hamburg und Frankfurt am Main auf und hatte 2004 zudem Auftritte in Dessau beim Kurt-Weill-Fest sowie im Konzerthaus in Dortmund.
Im Frühjahr 2005 ging sie erneut auf Tournee, diesmal unter dem Titel Eine Reise durch Jahrhunderte und Kontinente, die sie in die Semperoper in Dresden, das Prinzregententheater in München sowie nach Leonberg und Bochum führte. Auch 2020 gab sie Konzertabende in Hamburg, Dortmund und im israelischen Cholon, 2021 im Alter von 80 Jahren in Hamburg, Tel Aviv und Jerusalem sowie in den Jahren 2022/2023 zusammen mit dem israelischen Sänger Jehoram Gaon in Tel Aviv und Kirjat Motzkin bei Haifa.

## Diskografie (Auswahl)
- 1961: Israeli Songs – LP: Capitol (USA)
- 1965: Esther Ofarim – LP: Philips (FRA)
- 1965: Is it Really Me – LP: Philips
- 1967: Esther im Kinderland – LP: Philips
- 1969: Esther Ofarim – LP: Philips
- 1972: Esther – LP: Hör Zu, wiederveröffentlicht als ATR „Mastercut Recording“ 1979 und als CD 1989
- 1972: Esther Ofarim – LP: Electrola
- 1973: Esther Ofarim be-Hekhal ha-Tarbut – Live in Tel-Aviv – LP: Hed-Arzi
- 1982: Complicated Ladies – LP
- 2003: Melodie einer Nacht – CD: Bear Family (alle großen Erfolge, Bilder, Biographie)
- 2005: Back on Stage – CD
- 2006: In New York (mit Bobby Scott and his Orchestra) – CD (Neuauflage von: Is it Really Me, 1965)
- 2009: In London (produziert von Bob Johnston) – CD und LP (Neuauflage von: Esther Ofarim mit einem unveröffentl. Song, 1972)
- 2009: I’ll See You in My Dreams (live) – CD
- 2011: Le Chant des chants – CD: Bear Family

## Filmografie
- 1960: Brennender Sand
- 1960: Exodus
- 1963: Es war mir ein Vergnügen
- 1967: The Smothers Brothers Comedy Hour (Fernsehserie, eine Folge)
- 1969: Dave – Zuhaus in allen Betten
- 1969: Die große Glocke (Fernsehserie)
- 1969: Festival der Stars (Fernsehfilm)
- 1970: 11 Uhr 20 (Dreiteiler, zwei Folgen)

## Auszeichnungen
- 1961 gewann sie beim Israeli Song Festival.
- 1966 erhielt sie in Paris den Grand Prix International du Disque.